# منظمة تدريس التاريخ
منظمة تدريس التاريخ (بالإنجليزي: (Teachinghistory.org، والمعروف أيضاً بمركز تدريس التاريخ الوطني (بالإنجليزي:(National History Education Clearinghouse (NHEC)، هوموقع ويب يوفر مصادر تعليمية لدراسة تاريخ الولايات المتحدة الأمريكية.(بالإنجليزية: Teachinghistory.org)‏

## الخلفية التنظيمية
خلال العقد والنص الماضيين، أعادت ثلاثة تطورات رئيسية تشكيل المشهد لتعليم التاريخ من رياض الأطفال وحتى الصف الثاني عشر وهيأت الظروف المناسبة لتحقيق تقدم كبير في تدريس التاريخ وتعلمه.  أولاً، أدى ظهور الإنترنت وشبكة الويب العالمية إلى توفير مصادر وإمكانيات غير مسبوقة لأجهزة الكمبيوتر الخاصة بمدرسي التاريخ في البلاد. ثانيًا، بدأت مجموعة من الأبحاث العلمية الجادة في تعليم التاريخ وعلوم التعلم بشكل عام في إلقاء الضوء على كيفية تعلم الطلاب للتاريخ بالفعل.  أخيرًا أسُثمِرَ أكثر من ٩٠٠ مليون دولار لبرنامج تدريس التاريخ الأمريكي (بالانجليزي: TAH) التابع لوزارة التربية والتعليم في تدريس التاريخ. وهو أكبر مبلغ أنفقته الفيدرالية للمصادر المخصصة بشكل كامل لتحسين تدريس التاريخ وتعلمه.  كان هذا الاقتراح المفضل للأمريكي روبرت بيرد أحد أعضاء هذا المجلس، وتسمى منحه في الدراسة «منح بيرد».
تيجةً لهذه التطورات، أعلنت وزارة التعليم الأمريكية في عام ٢٠٠٧ عن دعوة لتقديم مقترحات لمعالجة بناء، وتجهيز، وصيانة موقع مركزي لمعلمي التاريخ الأمريكيين من مرحلة رياض الأطفال حتى الصف الثاني عشر، الممول من قِبل برنامج منحة تدريس التاريخ الأمريكي (TAH).  حصل مركز جامعة (جورج ماسون للتاريخ والإعلام الجديد) على المنحة لإنشاء موقع الويب في نفس العام.
يُمَوَّل برنامج (تدريس التاريخ الأمريكي)  بموجب العنوان (٢-سي)، الجزء الفرعي ٤ من قانون (التعليم الابتدائي والثانوي) لعام ١٩٦٥، بصيغته المعدلة عام ٢٠٠١ ليصبح قانون (  عدم ترك أي طفل خلف الرَّكب). وفقًا لموقع برنامج تدريس التاريخ الأمريكي، فإن الهدف من البرنامج هو «رفع مستوى تحصيل الطلاب من خلال تحسين معرفة المعلمين وفهمهم وتقديرهم للتاريخ الأمريكي».

## الأهداف التنظيمية
يتمثل أحد الأهداف في الجمع بين مصادر التاريخ الأمريكي من مرحلة رياض الأطفال حتى نهاية التعليم الثانوي لمساعدة المعلمين في العثور عليها واستخدامها، الهدف الآخر هو إنشاء مواد توضح بالتفصيل استراتيجيات، وطرق التدريس، وتعلم التاريخ لمساعدة المعلمين على تحسين التدريس في الفصل الدراسي، الهدف الثالث هو نشر الدروس المستفادة من أكثر من ٩٠٠ منحة تدريس التاريخ الأمريكي (بالإنجليزي:TAH) المصممة لزيادة تحصيل الطلاب من خلال تحسين معرفة المعلمين وفهمهم لتاريخ الولايات المتحدة التقليدي.
تُحَدَّث منظمة تدريس التاريخ الوطنية (بالانجليزي: Teachinghistory.org) بانتظام، وتضُم ستة أقسام: محتوى التاريخ، وأفضل الممارسات التي تخدم التاريخ، والمواد التعليمية، والقضايا والأبحاث، ومشاريع تدريس التاريخ الأمريكي (مثل منحة دراسة التاريخ الأمريكي)، والفصل الرقمي.  بالإضافة إلى ذلك، تقدّم هذه المنظمة اختبارًا أسبوعيًا للمعلومات التاريخية،  ومدوَّنات في التاريخ الأمريكي، وميزات تتيح للمستخدمين إرسال محتوى التاريخ، وتدريس التاريخ، وأسئلة التاريخ الرقمي إلى الخبراء في هذا المجال.

## الشركاء
بتمويل من وزارة التعليم الأمريكية في إطار مكتب الابتكار والتحسين، تم تطوير منظمة تدريس التاريخ  (بالانجليزي:Teachinghistory.org) المعروفة أيضًا بمركز تدريس التاريخ الوطني (بالإنجليزي:National History Education Clearinghouse)، من خلال تعاون بين مركز روي روزنزويج للتاريخ والوسائط الجديدة (بالانجليزي:CHNM) في جامعة جورج ماسون ومجموعة ستانفورد لتعليم التاريخ بجامعة ستانفورد.
عمل مركز التاريخ والوسائط المتعددة (بالإنجليزية:CHNM) مع مجموعة ستانفورد لتعليم التاريخ على مشاريع أخرى معًا، بما في ذلك موقع مسائل التفكير التاريخي (بالإنجليزية:Historical Thinking Matters)، وهو موقع ويب يركز على الموضوعات الرئيسية في تاريخ الولايات المتحدة والذي تم تصميمه لتعليم الطلاب كيفية قراءة المصادر الأولية بشكل نقدي وبنّاء وكيفية نقد وبناء الروايات التاريخية.
روي روزنزويج (بالإنجليزي: Roy Rosenzweig) قام بتأسيسها مركز التاريخ والوسائط المتعددة، وهو مركز للعلوم الإنسانية الرقمية، معترف به دوليًا، يقع في مدينة فيرفاكس أو فيرجينيا (بالإنجليزي:Fairfax,Virginia) 
مجموعة ستانفورد لتعليم التاريخ (بالإنجليزي: Stanford History Education Group)، أنشأها سام واينبورغ (بالإنجليزية:Sam Wineburg)، في ستانفورد-كاليفورنيا، تشارك في مشاريع حول بداية طريقة تعلم الطلاب للتاريخ، من المدرسة الابتدائية إلى الكلية.
تعتبر الجمعية التاريخية الأمريكية من ضمن الشركاء في جمعية تدريس التاريخ  (بالإنجليزية: Teachinghistory.org)، وهي منظمة مهنية للمؤرخين تأسست عام ١٨٨٤، ومركز التاريخ الوطني أيضًا يُعتبر شريك في هذا الموقع، حيث أن مركز التاريخ الوطني يشجع البحث والتعليم، والتعلّم في جميع مجالات التاريخ.

## منحة دراسية
يوفر موقع منظمة تدريس التاريخ مركز تبادل المعلومات للمصادر، بالإضافة إلى مناهج مستنيرة من خلال البحث حول تدريس التاريخ وتعلمه.  يتم تكريس اهتمام خاص لاستراتيجيات دمج مهارات التفكير التاريخي في التدريس في الفصول الدراسية. مهارات التفكير التاريخي هي مجموعة من مهارات التفكير، بما في ذلك القراءة عن قرب، والتأييد، ووضع السياق، والتي تساعد الطلاب على التفكير النقدي البنّاء في الماضي. تتطلب هذه المهارات أسلوبًا في التدريس يتجاوز المحاضرات والحفظ عن ظهر قلب. يستند موقع منظمة تدريس التاريخ إلى بحث جديد في تعليم التاريخ ويضيف إليه.

## قراءات إضافية
التعليم في الولايات المتحدة - ويكيبيديا (wikipedia.org)